# Коридорас Кочу
Коридорас Кочу (Corydoras cochui) — вид сомоподібних риб з роду Коридорас підродини Corydoradinae родини Панцирні соми. Названо на честь дослідника Фредеріка Кочу. Інші назви «смугохвостий коридорас», «крихітний коридорас».

## Опис
Загальна довжина досягає 2,5—3 см. Спостерігається статевий диморфізм: самиця більша за самця. Голова помірного розміру. Очі невеличкі. Верхня губа нахилена додолу. Є 3 пари маленьких вусиків. Тулуб стрункий. Спинний плавець відносно високий. У самця верхній кінець спинного плавця загострено, у самиці — закруглено. Грудні та черевні плавці добре розвинені. Грудні плавці мають по 1 гострому колючому променю.
Забарвлення жовтувато-коричневе з безформними темними плямами на верхній частині голови та спині. Верхня та задня частини зябрових кришок є темного кольору. Спина піщаного забарвлення. Боки мають сріблястий блиск. Черево забарвлено в білий колір. Спинний плавець вкрито дрібними плямочками, що утворюють 2 неправильних рядки. також у самця на краю цього плавця присутні темні цяточки. Під спинним плавцем, між спинним і жировим плавцями, під жировим плавцем та на хвостовому стеблі розташовано темні плями. На хвостовому плавці 5 поперечних вузьких смуг, що сформовано дрібними крапочками, утворюють своєрідний візерунок. Звідси походить інша назва цього коридораса.

## Спосіб життя
Є демерсальною рибою. Воліє до прісної та чистої води. Утворює групи до 20—30 особин. Вдень ховається в різних укриттях (серед рослин, у печерках), або лежить на камінні чи під корчами. Активний у присмерку та вночі. Живиться хробаками, ракоподібними, комахами, рослинними частками. На здобич полює переважно біля дна, але може також у середніх шарах води.
Самиця відкладає яйця у своєрідну торбинку, яку утворюють черевні плавці. Потім кладку приліплює до внутрішньої поверхні листя чи великого каміння. Кладка не охороняється.
Є об'єктом акваріумістики.

## Розповсюдження
Є ендеміком Бразилії. Мешкає у річках Арагуая та Санта-Марія-Нуова.